# Megadolodinae
De Megadolodinae zijn een onderfamilie van uitgestorven hoefdieren uit de familie Proterotheriidae van de orde Litopterna. Soorten uit deze onderfamilie leefden tijdens het Mioceen in Zuid-Amerika.

## Voorkomen
De meeste Proterotheriidae zijn bekend uit zuidelijke delen van Zuid-Amerika, met name Argentinië en Brazilië. De Megadolodinae kwamen voor zover bekend alleen voor in de tropische delen van het continent. De familie omvat twee geslachten. Van Megadolodus zijn fossielen gevonden in Colombia. Bounodus is bekend van een vondst in Venezuela.

## Kenmerken
De Megadolodinae waren omnivoren en de Zuid-Amerikaanse tegenhangers van de Suoidea, de varkens en pekari's.